# 特伦斯·詹宁斯
特伦斯·詹宁斯（英語：Terrence Jennings，1986年7月28日—），美国男子跆拳道运动员，2003年开始参赛。他曾代表美国参加2012年夏季奥林匹克运动会跆拳道比赛，获得男子68公斤级铜牌。